# أوتو (السويد)

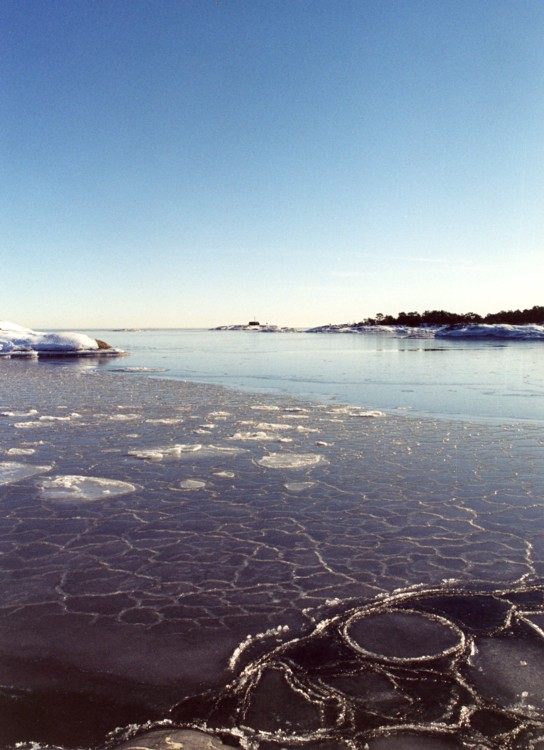
جزيرة أوتو

أوتو (بالسويدية Utö) عبارة عن جزيرة في أرخبيل ستوكهولم، وتعرف بطبيعتها المميزة. معنى اسم الجزيرة باللغة السويدية هو الجزيرة النائية.
يوجد على الجزيرة أحد أقدم مناجم الحديد في السويد، كما يوجد عليها عدة طواحين هوائية يرجع بناؤها إلى أكثر من 200 سنة، والمطلة على ميناء ماسينغن Mysingen.
للجزيرة أهمية جيولوجية كبيرة حيث اكتشف عليها عدة معادن مثل اكتشف البيتاليت (LiAlSi4O10) الذي اكتشف على هذه الجزيرة عام 1800 من قبل البرازيلي جوزيه بونيفاسيو دي أندرادا. يوجد على الجزيرة أيضاً معدن هولمكفيستيت Holmqvistit والذي يوجد أيضاً على جزيرة مدغشقر.

## وصلات خارجية
- معلومات عن جزيرة أوتو